# Phare du brise-lames de Muskegon
Le phare du brise-lames de Muskegon (en anglais : Muskegon Breakwater Light), est un phare  du lac Michigan, sur la péninsule inférieure du Michigan situé sur le brise-lames sud du port de Muskegon, dans le Comté de Muskegon, Michigan. 
Ce phare est inscrit au Registre national des lieux historiques depuis le 10 novembre 2006 sous le n° 06001026.

## Historique
Le premier phare a été construit en 1851 au sommet d'une tour en bois sur terre. En 1871, une tour en acier a été construite à l'extrémité du brise-lames et la lumière principale a été reconstruite. En 1928, un nouveau caisson a été placé à l'extrémité du brise-lames sud pour supporter une nouvelle lumière. En 1929, le phare actuel a été construit et il a été allumé l'année suivante. De nouveaux équipements de navigation ont été ajoutés en 1939. 

### Statut actuel
En 2008, la lumière est devenue disponible pour le transfert en vertu de la National Historic Lighthouse Preservation Act (en), et en juin 2010, la propriété a été transférée au Michigan Lighthouse Conservancy . Les lumières et les bouées du port de Muskegon sont entretenues par la station de la garde côtière américaine située à l'embouchure du canal de Muskegon.

## Description
Le phare actuel est une tour pyramidale en acier, avec galerie et lanterne, de 16 m de haut. La tour est entièrement peinte en rouge.
Son feu isophase émet, à une hauteur focale de 21 m, une lumière rouge de trois secondes par période de 6 secondes. Sa portée est de 8 milles nautiques (environ 15 km). Il est équipé d'une corne de brume émettant deux souffle de deux secondes par période de 20 secondes.

## Caractéristiques dufeu maritime
Fréquence : 6 secondes (R)
- Lumière : 3 secondes
- Obscurité : 3 secondes

Identifiant  : ARLHS : USA-518 ; USCG :  7-18705.

### Lien connexe
- Liste des phares au Michigan